# Supplemental Nutrition Assistance Program

Logo del programma federale SNAP

Il Supplemental Nutrition Assistance Program (SNAP), più comunemente noto come Food Stamp Program, è un programma federale di assistenza che fornisce aiuto e sostegno nell’acquisto di generi alimentari ai nuclei famigliari al di sotto della soglia di povertà o del tutto prive di reddito e residenti negli Stati Uniti. 

Il programma è amministrato dal Dipartimento dell'Agricoltura degli Stati Uniti d'America, tramite l’agenzia Food and Nutrition Service, i cui benefici economici sono distribuiti agli aventi diritto dalle divisioni dei Servizi Sociali, oppure dei Servizi alla Famiglie e Infanzia, presenti nei singoli Stati federati.
Il programma di assistenza SNAP è costato complessivamente 70.9 miliardi di dollari nell’anno fiscale 2016 ed ha elargito contributi a 44.2 milioni di statunitensi (pari al 14% della popolazione), con una media pari a 125.51 dollari pro-capite/mese in contributi per l’acquisto di generi alimentari. Il numero dei beneficiari e il costo complessivo del programma sono aumentati enormemente con la Grande Recessione del 2007-2008, per subire un rallentamento con la ripresa economica del 2016. Lo SNAP è il più vasto dei 15 programmi di assistenza nutrizionale degli Stati Uniti, ed è un pilastro del ‘’social safety net’’, il programma d Stato Sociale e di servizi sociali per gli Americani in stato di povertà..
L’ammontare del sussidio per nucleo famigliare dipende dalla composizione, dal reddito e dalle spese.

Dalla sua creazione per la maggior parte degli anni, lo SNAP si è avvalso di biglietti nominativi o coupon -di valore pari a 1 dollaro (colore marrone), 5 dollari (blu), e 10 dollari (verde)- consegnati in un carnet che dovevano essere staccati dal titolare e ciascuno in una singola transazione d’acquisto. Questo tipo di moneta complementare aveva un tasso di cambio fisso (stabilito dall’emittente statale per legge) e paritario (1:1) con la quotazione corrente del dollaro, e pertanto erano emessi dal Bureau of Engraving and Printing. La loro forma rettangolare ricorda il banconota da un dollaro, sebbene sia grande solo la metà, compresa la tecnica di stampa su carta filigranata di alta qualità.
Negli anni ’90 il Food Stamp Program fu rivitalizzato, mentre alcuni Stati contestualmente scelsero di passare dai buoni cartacei a un sistema di carte di debito chiamato (Electronic Benefit Transfer, EBT), gestito da società private (forse a carico del deficit di bilancio federale). Il nuovo sistema elettronico EBT è operativo in tutti gli Stati, a partire dal Giugno 2004. Le carte e relativi accrediti sono accettate da supermercati, punti vendita convenzionati, ed altri venditori al dettagli, quali i mercati del chilometro zero  (dove il produttore vende direttamente al consumatore, ma in una sede fisica diversa dal centro di produzione).

## Sintesi storica

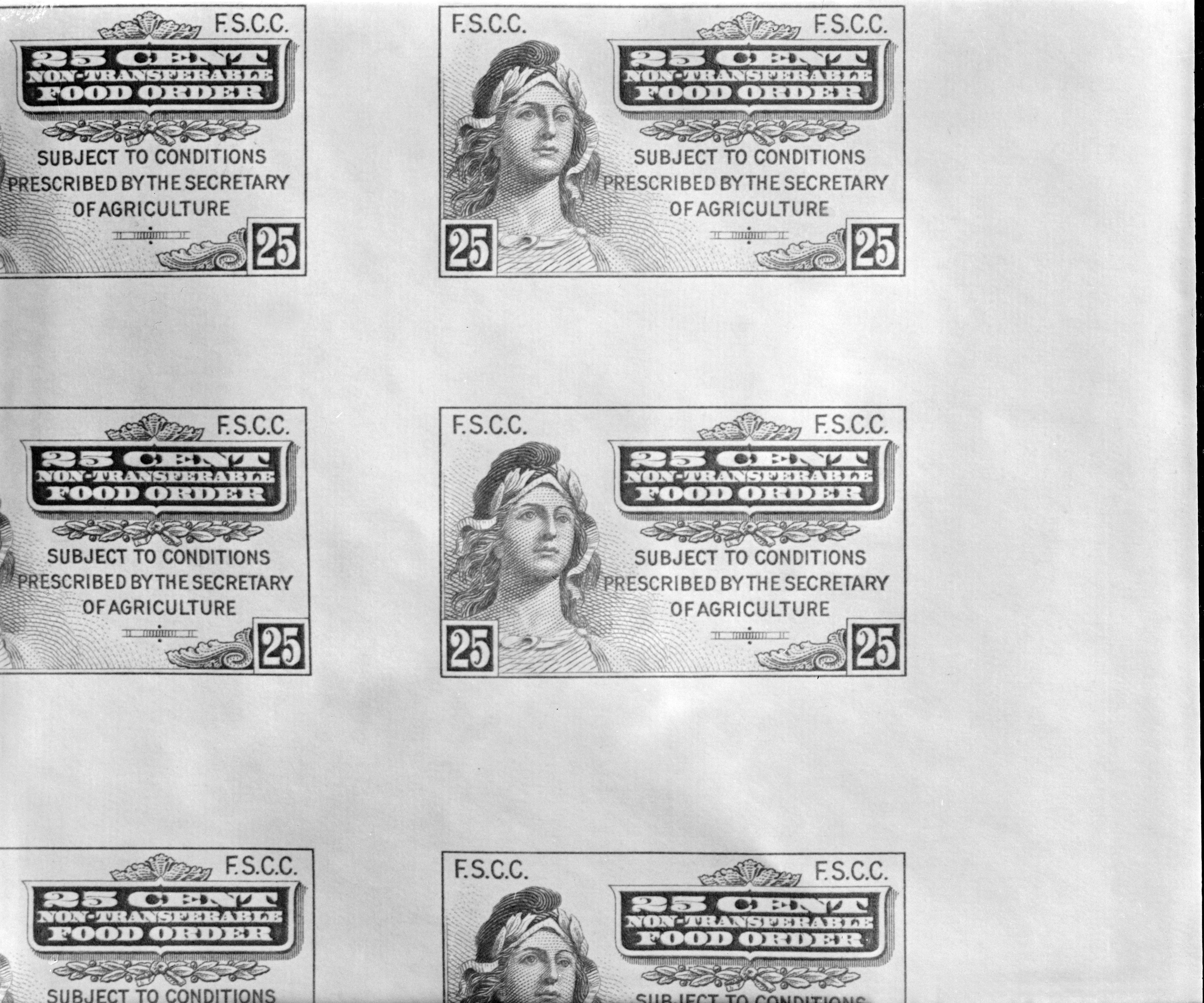
Primo esempio storico dei buoni alimentari statunitensi

Dal Maggio 1939 alla primavera del 1943, la prima edizione del programma permetteva alle persone in stato di necessità l’acquisto dei buoni alimentari. I buoni di colore arancione avevano valore pari alla spesa alimentare dell’americani medio. Ogni dollaro di buoni di colore arancione acquistati con prezzo in dollari, veniva conferito gratuitamente un valore di cinquanta centesimi in buoni di colore blu. I buoni arancioni potevano essere spesi per l’acquisto di qualsiasi genere alimentare; invece, i buoni di colore blu potevano essere spesi soltanto per l’acquisto di beni stabiliti dal Dipartimento dell’Agricoltura, che erogava i buoni, e rientranti nella sovrapproduzione alimentare.
Nei primi quattro anni di vita, il ‘’Food Stamp Program’’ fu utilizzato da un totale di 20 milioni di persone distribuite in circa la metà degli Stati confederati, per un importo complessivo di 262 milioni di dollari (dell’epoca), di cui 4 milioni nel momento di massima diffusione.
In ossequio alle promesse elettorali alla Stato dell’Est Virginia, il 2 Febbraio 1962 il Presidente John Fitzgerald Kennedy firmò l’ordine esecutivo che espandeva i programmi di tipo “Food Stamp”, lasciando l’obbligo di acquistare i buoni, ma eliminando la limitazione alle eccedenze produttive.
Una legge del 1964 trasferiva al Congresso il controllo dei programmi FSP, e la relativa regolazione in legge federale, con l’obbiettivo di un sostegno ai meno abbienti ma anche di un sovvenzionamento statale e protezionistico del settore agricolo statunitense.  I punti qualificanti della norma erano:
- beneficiari dovevano ancora acquistare i buoni alimentari, ottenendo un ulteriore ammontare di biglietti per integrare la loro dieta.
- potevano essere acquistati con i buoni tutti i generi alimentari, ad eccezione degli alimenti importati, degli alcolici, degli alimenti considerati di lusso.
- divisione delle responsabilità: l’autorità federale stanziava a i fondi a bilancio, selezionava e censiva i grossisti e i punti vendita convenzionati. Gli Stati membri certificavano ed emettevano i buoni. La responsabilità del costo amministrativo era concorrente.

Il numero di beneficiari toccò quota 5 milioni nel marzo 1970, 6 milioni nel maggio 1970, 10 milioni nel febbraio 1971 e 15 milioni nell’ottobre 1974.

La legge 91 dell'11 gennaio 1971 stabilì requisiti lavorativi e di reddito uniformi per tutti gli Stati; che le quote assegnate garantissero il costo equivalente di una dieta adeguata dal punto di vista nutrizionale; che, con tale livello qualitativo, la spesa per l’acquisto dei buoni alimentari non potesse in ogni caso eccedere il 30% del reddito mensile del nucleo famigliare; istituì una raccolta fondi; autorizzò il Dipartimento dell’Agricoltura a coprire il 62.5% dei costi amministrativi a carico degli Stati; elevò lo stanziamento federale a 1.71 miliardi di ollari nel 1971.
L'Agriculture and Consumer Protection Act del 1973 (P.L. 93-86, del 10 agosto 1973) impose l’estensione a tutti gli Stati membri e tutte le giurisdizioni entro il 1º luglio 1974; estese la copertura del programma al trattamento e alla riabilitazione sociale degli alcolisti e dei tossicodipendenti; una revisione semestrale, sulla base di consuntivazioni mensili e l’opzione “cash-out” per i beneficiari del ‘’Supplemental Security Income’’ (che consentiva agli Stati di elargire direttamente denaro contante ai beneficiari, sulla base delle stima consolidata del valore in dollari delle assegnazioni, e al fine di limitare i costi amministrativi); dispose che il Dipartimento dell’Agricoltura stabilisse requisiti di durata temporanea in caso di disastri e calamità naturali.
La P.L. 93-347 del 12 Luglio 1974 stabilì le norme per una gestione operativa efficiente da parte degli Stati, e portò al 50% la quota di copertura federale dei costi amministrativi. La P.L. 93-86 estesa il programma FSP a tutto il territorio statunitense, e al 1974 già contava 14 milioni di beneficiari. In alcuni Stati, i beneficiari del ‘’ Supplemental Security Income’’ erano dichiarati automaticamente come aventi diritto ai buoni alimentari del programma FSP.
Il Food Stamp Act del 1977 stabilì diverse restrizioni fissando un tetto massimo annuale del contributo a 1.750 dollari, escludendo studenti e immigrati dalla platea dei beneficiari, limitando le deduzioni dal reddito netto e le assegnazioni ai titolari di minilavori o redditi integrativi.
Negli anni ’80 fu introdotto l’obbligo della ricerca di un impiego, e aumentati i periodi di esclusione dalla copertura alimentare per coloro che vi rinunciavano. Nel 1984, l’ ‘’Electronic Benefits Transfer’’ (EBT) fu sperimentalmente avviato nella municipalità di Reading. A metà degli anni ’80 furono semplificate le procedure per le deduzioni delle spese mediche, ed inasprite le sanzioni per i beneficiari e per le società aderenti.

## Dagli anni 2000

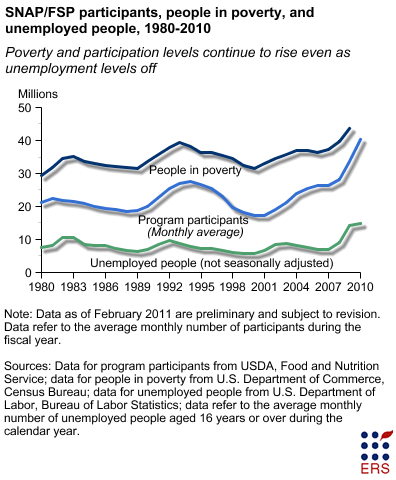
I dati evidenziano che il programma SNAP è strettamente e direttamente correlato con i livelli di povertà e di disoccupazione

Al 2017 lo SNAAP e gli altri programmi di assistenza degli Stati confederati sono affidati a ‘’contractor’’. I beneficiari compilano un modulo presso il ‘’Food Stamp Office ‘’ locale oppure direttamente dal sito. La società privata apre un conto corrente online a suo nome, nel quale sono accreditati mensilmente tutti i sussidi. Al beneficiario è anche consegnata una carta con banda magnetica e PIN personale, spendibili in tutti i punti vendita convenzionati per l’acquisto di generi alimentari singolarmente autorizzati dallo SNAP Program. In alternativa, il beneficiario può chiedere la conversione in denaro contante, ovvero utilizzare il cashback.
Anche se “trasparente” ai cittadini, la struttura finanziaria sottostante è quindi radicalmente diversa dal passato. I biglietti cartacei erano emessi da un’agenzia federale di diritto pubblico, e a costo zero per il bilancio statale. Invece, contestualmente alla dematerializzazione dei buoni cartacei, si è verificata l’opportunità di trasferire a soggetti di diritto privato sia la proprietà e che la gestione dei conti correnti, e del circuito di pagamento (carte con PIN e terminali di pagamento abilitati, negozi convenzionati col gestore privato, non con lo Stato federale). L’adesione dei punti vendita al programma è su base volontaria, per cui possono anche lecitamente rifiutare i buoni alimentari emessi. Lo Stato federale accerta il possesso dei requisiti di legge prima di inoltrare la pratica alla società emittente credito (fase teoricamente anch’essa del tutto esternalizzabile). Lo SNAP controlla solamente le categorie merceologiche dei generi alimentari acquistabili. 

In passato, il beneficiario non poteva convertire i buoni in dollari liberamente spendibili, in modo tale che il sussidio restasse un capitolo di spesa pubblica effettivamente vincolato al suo scopo costitutivo, senza divenire di fatto moneta circolante; solamente il titolare del punto vendita convenzionato poteva cambiare o riscontare i buoni incassati in dollari presso istituti di credito autorizzati, senza girare a terzi il proprio titolo di credito.
Se la società concessionaria gestisce anche circuiti di pagamento delle comuni carte di credito denominate in dollari si allarga la platea dei punti vendita potenzialmente convenzionabili ed aderenti al programma SNAP, così come una più efficiente e meno costosa spesa di gestione del sistema complessivo.